# Estádio Dr. Magalhães Pessoa
L'Estádio Dr. Magalhães Pessoa és un estadi de futbol de la ciutat de Leiria a Portugal. Construït com a seu de la final de la UEFA Euro 2004 celebrada a Portugal. És l'estadi del principal club de futbol de Leiria, la União de Leiria. Va ser dissenyat per Tomás Taveira l'any 2003. L'estadi conté seients de diferents colors, així com una pista d'atletisme i té una capacitat de 24.000 (22.000 utilitzats). L'estadi també ha acollit la Supertaça Cândido de Oliveira (la Supercopa de Portugal) el 2006 i el 2007.